# 山崳基三甲基氯化銨
二十二烷基三甲基氯化銨，或山崳基三甲基氯化銨，是一種刺激性、對水生生物有毒、輕度易燃的黃色蠟狀有機化合物，分子式為CH3(CH2)21N(Cl)(CH3)3，一般常用作防靜電劑及殺蟲劑。它在化妝品中普遍使用，例如護髮素、染髮劑、摩絲，洗滌劑中也有使用。在水處理中，它也作為除藻劑。

## 外部連結
- Behentrimonium chloride at the Household Products Database